# Иоанн Мангупский
Иоанн (ср.-греч. Ιωαννης, Иоанн Мангупский) — старший сын, и соправитель Алексея Старшего, наследник престола средневекового княжества Феодоро, лишённый отцом права престолонаследования в 1434 году и так и не ставший правителем.
По предположению Ханса-Файта Байера, основанному на его же гипотезе о дате смерти Иоанна, он мог родиться около 1410 года и умер уже в 1435 году в возрасте 25 лет. Виктор Мыц, в свою очередь, считает, что дата смерти Иоанна «до сих пор не установлена даже приблизительно», другие исследователи даты жизни Иоанна не упоминают.

## Биография
Впервые в исторических документах Иоанн встречается по случаю брака в 1425 году с Марией Асаниной Палеологиной Цамблакониной — представительницей трёх родов высшей аристократии Византии и Трапезунда. По линии отца супруга происходила от болгарского царя Мицо Асеня и, в какой-то степени, — от «пурпурноцветущего корня императоров Палеологов», по линии матери — от Цамблаконов. Этот брак был нужен прежде всего отцу Иоанна Алексею: безродный правитель окраинного княжества установил свойские отношения со знатнейшими фамилиями Константинополя и Трапезунда — фактически, вошёл в круг высшей аристократии византийского мира. Считается, что именно свойство с Палеологами стало поводом сделать двуглавого орла гербом княжества. Имеющая хождение версия, что женой Иоанна была Мария Палеолог большинством историков не поддерживается. В те годы в документах Кафы Иоанн упоминается, как соправитель и, видимо, наследник, отца. В. А. Сидоренко высказал предположение, что Иоанну принадлежали (в том числе и в 1433—1434 году) земельные владения и исар на мысе Плака и что эти земли перешли к генуэзцам незадолго до 1446 года, но укрепление Плака было разрушено в последней четверти XIII века и более не восстанавливалось и никакими источниками такое предположение не подтверждается.
Иоанну и его семье посвящены две монодии (в византийской традиции — «плач») Иоанна Евгеника: «Эпитафия княжичу» (предположительно 1439 года, или 1446 года), его умершему в детстве сыну Алексею и «Мангупскому князю Иоанну» 1447 года В «Эпитафии княжичу» содержится всяческое восхваление добродетелей Иоанна 
Его первый сын…

великий Иоанн, благодатное имя,

быстро достигший высшей славы:

совершенный образец православия,

справедливый, остроумный, деятельный, великодушный,

скромный, прямой, рассудительный, смиренный,

блестящий, щедрый, приятный, любезный,

кроткий, доступный, мягкий, общий доброжелатель,

гармоничное воплощение всех добродетелей.
Далее Евгеник описывает всяческие добродетели, указывая, что она «…девица ещё более сиятельная…». Спиридонов обращает внимание, что фамилия князя в монодии не указана, но делает вывод, что она греческая, но не Палеологов и не Комнинов (что доказал в статье «Примечание к приведенной выше эпитафии» (греч. Σημειωσις περι του ανωτερω epitáfioυ) филолог и дипломат Николаос Политис), «существующая давно удельно-княжеская».
Введённая в научный оборот Фридрихом Брауном (нем. Friedrich Braun) в 1890 году теория о происхождение Иоанна из рода Гаврасов, поддержанная в 1921 году А. А. Васильевым и долго господствовавшая в мангупской историографии, в настоящее время опровергнута историками. В той же «Эпитафии…» Иоанн, ещё при жизни отца, назван «первородным сыном и государём Хазарии», но в генуэзских документах такой государь не встречается.
Историки считают, что после женитьбы Иоанн мог находиться в Трапезунде. Здесь у супругов родился первенец Алексей, получивший свое имя в честь деда (предполагают, что это произошло в 1427 году). Возможно, семья некоторое время жила в княжестве, откуда, предположительно в результате ссоры с отцом (причина распри между Алексеем и Иоанном, в результате которой право престолонаследия получил средний сын Алексея — Олобо (Облобей), так и не выяснена), вынужден был бежать к Иоанну IV (в мае 1434 года он уже находился в Трапезунде вместе с женой Марией и сыном Алексеем). В 1429—1434 году между Алексеем и его старшим сыном и соправителем Иоанном случились некие кардинальные разногласия. Предполагается, что причиной могли быть события в Трапезунде, когда Алексей, якобы, не поддержал переворот и убийство в 1429 году Иоанном IV собственного отца Алексея IV. Иоанн мангупский, проживавший в то время в Трапезунде (где он и, вероятно, находился до конца своей жизни), наоборот, принял сторону мятежника. Видимо, на этой почве, к началу лета 1434 года Алексея Старший передал право престолонаследия среднему сыну Олобо, ставшему после его смерти правителем Феодоро. По одной версии Иоанн находился при дворе Иоанна Комнина до конца своей жизни, по другой — получил возможность прибыть в Феодоро после примирения с отцом в июне — июле 1434 года. По версии А. А. Васильева после смерти Алексея Старшего в Феодоро возникли некие осложнения с решением вопроса о его преемнике. В результате Иоанн вынужден был уехать в Трапезунд.
Исходя из содержания монодии «Эпитафия княжичу» и поминальных заметок на полях синаксария из монастыря Георгия Перистириота (греч. Γεωργίου Περιστερεώτα) под Трапезундом, Байер делает вывод, что Иоанн умер уже в 1435 году. Поводом послужила запись от 25 июля 1435 года «Тем же днём скончался раб божий Иоанн Тзиаркасис, и помяни его во царствие твоём. Индикта 13, года 6943», слово Тзиаркасис (ср.-греч. Τςιαϱϰαοης) в которой Байер истолковал, как «черкес». На основании собственной гипотезы о черкесском происхождении династии учёный идентифицировал почившего Иоанна с сыном Алексея Старшего. Пока никто из историков этот вывод не поддержал и не опроверг.